# Zagroński Potok
Zagroński Potok – potok, prawy dopływ Białego Potoku.
Potok płynie na północnych stokach Pienin Czorsztyńskich. Ma dwa źródłowe cieki. Jeden z nich wypływa na wysokości około 780 m w dolnej części polany Pod Forendówką, drugi na wysokości około 770 m poniżej polany Toporzyskowe. Cieki te łączą się z sobą na wysokości około 645 m. Od tego miejsca Zagroński Potok spływa nieco krętym korytem w kierunku północnym i na wysokości około 510 m uchodzi do Białego Potoku.
Cała zlewnia Zagrońskiego Potoku znajduje się w obrębie miejscowości Krościenko nad Dunajcem, na obszarze Pienińskiego Parku Narodowego i obejmuje głównie tereny porośnięte lasem, ale częściowo także łąki pienińskie – polany Pod Forendówką, Toporzyskowe i Zagroń.